# Neotanais mesostenoceps
Neotanais mesostenoceps är en kräftdjursart som beskrevs av Gardiner 1975. Neotanais mesostenoceps ingår i släktet Neotanais och familjen Neotanaidae. Inga underarter finns listade i Catalogue of Life.